# Condado de Summers
O Condado de Summers é um dos 55 condados do estado norte-americano da Virgínia Ocidental. A sede do condado é Hinton, que é também a sua maior cidade. O condado tem uma área de 953 km² (dos quais 18 km² estão cobertos por água), uma população de 12 999 habitantes, e uma densidade populacional de 14 hab/km² (segundo o censo nacional de 2000). O condado foi fundado em 1871 e recebeu o seu nome em homenagem a George W. Summers (1804-1868), advogado, político e jurista da Virgínia, membro da Câmara dos Representantes dos Estados Unidos.